# Сосновий Бор (Можгинський район)
Сосно́вий Бор (рос. Сосновый Бор) — присілок в Можгинському районі Удмуртії, Росія.
Урбаноніми:
- вулиці — Верхня, Нижня

## Населення
Населення — 5 осіб (2010; 1 в 2002).
Національний склад станом на 2002 рік:
- удмурти — 100 %